# Diecéze Latina-Terracina-Sezze-Priverno
Diecéze Latina-Terracina-Sezze-Priverno (latinsky Dioecesis Latinensis-Terracinensis-Setina-Privernensis) je římskokatolická diecéze v italském regionu Lazio, která je brzprostředně podřízena Svatému Stolci a tvoří součást Církevní oblasti Lazio.  V jejím čele stojí biskup Mariano Crociata, jmenovaný papežem Františkem v roce 2013.

## Stručná historie
Podle legendární a nepodložené tradice byl prvním biskupem v Terracině sv. Epafrodit, jeden ze 72 učedníků Páně, nebo mučedník Cesarius z Terraciny. Diecéze v Privernu vznikla v 7. století,  Sezze podle tradice evangelizoval sv. Lukáš, diecéze je doložena na sklonku 8. století. V průběhu 12. století byly tyto diecéze spojeny do jediné, diecéze terracinské, ale mezi městy vyznikaly spory, které vyřešil až papež Benedikt XIII. v roce 1726. Ve 30. letech 20. století byly bonifikovány Pontinské bažiny a v roce 1932 vzniklo město Latina, které se v roce 1967 stalo sídle nové diecéze, která pokrývá celou oblast Provincie Latina. 

## Související čláPrivernnky
- Seznam biskupů v diecézi Latina-Terracina-Sezze-Priverno
- Katedrála svatého Marka (Latina)
- Konkatedrála svatého Cesaria (Terracina)
- Konkatedrála Panny Marie (Sezze)
- Konkatedrála Zvěstování Panně Marii (Priverno)